# Parabéns!
Parabéns! é um curta-metragem portuguesa de 14 minutos, realizado por João Pedro Rodrigues e produzido por Amândio Coroado.